# Out of Order
Out of Order es el décimo quinto álbum de estudio del cantante británico de rock Rod Stewart, publicado en 1988 por Warner Bros. Records. Es considerado como el disco que lo situó nuevamente en las listas de popularidad en Norteamérica, luego de los fallidos álbumes Camouflage de 1984 y Every Beat of My Heart de 1986. Por su parte, recibió buenas críticas por parte de la prensa especializada que alabaron las canciones como también el equipo de producción.
Su producción estuvo a cargo del guitarrista de Duran Duran y de Robert Palmer, Andy Taylor, y del bajista de Chic, Bernard Edwards en compañía de Stewart.

## Recepción comercial y promoción
Tras su lanzamiento se convirtió rápidamente en su disco más exitoso de esa década, ya que a los pocos días llegó hasta el puesto 20 en los Billboard 200 y hasta la posición 11 en la lista británica UK Albums Chart. De igual manera se situó en el primer lugar en la lista sueca, después de diez años de haberlo conseguido con Blondes Have More Fun.
Por otro lado, recibió doble disco de platino por parte de la Recording Industry Association of America, tras vender más de 2 millones de copias en los Estados Unidos. Mientras que en el Reino Unido fue certificado con disco de oro tras superar los 100 000 ejemplares vendidos. Igualmente ha recibido certificaciones discográficas en otros mercados como en Canadá, Brasil, Suecia y Argentina, por mencionar algunos.
Para promocionarlo fueron lanzados seis de las canciones como sencillos, entre las que destacó «Lost in You», «Forever Young» y «My Heart Can't Tell You No», que llegaron hasta el top 10 en las listas estadounidenses Mainstream Rock Tracks y Hot Adult Contemporary Tracks.

## Lista de canciones
| N.º | Título                                      | Escritor(es)                                      | Duración |  |
| 1.  | «Lost in You»                               | Stewart, Andy Taylor                              | 4:59     |  |
| 2.  | «The Wild Horse»                            | Stewart, Taylor                                   | 4:58     |  |
| 3.  | «Lethal Dose of Love»                       | Stewart, Taylor                                   | 4:38     |  |
| 4.  | «Forever Young»                             | Stewart, Jim Cregan, Kevin Savigar, Bob Dylan     | 4:03     |  |
| 5.  | «My Heart Can't Tell You No»                | Simon Climie, Dennis Morgan                       | 5:12     |  |
| 6.  | «Dynamite»                                  | Stewart, Taylor                                   | 4:16     |  |
| 7.  | «Nobody Knows You When You're Down and Out» | Jimmy Cox                                         | 3:50     |  |
| 8.  | «Crazy About Her»                           | Stewart, Cregan, D. Hitchings                     | 4:53     |  |
| 9.  | «Try a Little Tenderness»                   | Jimmy Campbell, Reginald Connelly, Harry M. Woods | 4:27     |  |
| 10. | «When I Was Your Man»                       | Stewart, Savigar                                  | 5:14     |  |
| 11. | «Almost Illegal»                            | Stewart, Savigar                                  | 4:27     |  |

## Posicionamiento en listas
| País           | Lista                 | Posición |
| -------------- | --------------------- | -------- |
| Suecia         | Sverigetopplistan     | 1        |
| Canadá         | Canadian Albums Chart | 2        |
| Alemania       | Media Control Charts  | 6        |
| Suiza          | Swiss Music Charts    | 7        |
| Austria        | Ö3 Austria Top 40     | 10       |
| Reino Unido    | UK Albums Chart       | 11       |
| Noruega        | VG-lista              | 11       |
| Estados Unidos | Billboard 200         | 20       |
| Australia      | ARIA Charts           | 23       |
| Países Bajos   | MegaCharts            | 37       |
| Nueva Zelanda  | RIANZ Charts          | 47       |
| Japón          | Japan Albums Chart    | 67       |

## Certificaciones
| País           | Organismo certificador | Certificación        | Ventas certificadas | Ref.   |
| -------------- | ---------------------- | -------------------- | ------------------- | ------ |
| Estados Unidos | RIAA                   | 2x Doble platino     | 2 000               | [ 5 ]  |
| Canadá         | CRIA                   | 5x Quíntuple platino | 500 000             | [ 17 ] |
| Argentina      | CAPIF                  | Platino              | 60 000              | [ 18 ] |
| Reino Unido    | BPI                    | Oro                  | 100 000             | [ 6 ]  |
| Brasil         | ABPD                   | Oro                  | 50 000              | [ 19 ] |
| Suecia         | GLF                    | Oro                  | 30 000              | [ 20 ] |

## Músicos
- Rod Stewart: voz
- Andy Taylor, Jim Cregan, Michael Landau y Eddie Martínez: guitarra
- Bernard Edwards y Bob Glaub: bajo
- David Lindley: violín, mandolina y slide
- Kevin Savigar, Duane Hitchings: teclados
- Lenny Pickett, Jimmy Roberts y David Woodford: saxofón
- Tony Thompson y Tony Brock: batería